# Bach Collegium Japan
Bach Collegium Japan està constituït per una orquestra d'instruments originals i un cor, dedicat a la interpretació i difusió de la música barroca.
Fou fundat l'any 1979 per Masaaki Suzuki, amb l'objectiu de difondre entre el públic japonès les obres de Bach i els seus predecessors Dietrich Buxtehude, Heinrich Schütz, Johann Hermann Schein i Georg Böhm, repertori que posteriorment ha ampliat a altres mestres del barroc com Monteverdi i Haendel. Un dels seus projectes més reeixits ha estat la gravació de totes les cantates, religioses i profanes, de Bach, entre 1995 i 2013, per al segell BIS.